# Nematostella polaris
Nematostella polaris is een zeeanemonensoort uit de familie Edwardsiidae.
Nematostella polaris is voor het eerst wetenschappelijk beschreven door Carlgren in 1921.